# 比约恩·约翰松
比约恩·约翰松（瑞典語：Björn Johansson，1963年9月10日—），瑞典男子自行车运动员。他曾代表瑞典参加1988年和1992年夏季奥林匹克运动会自行车比赛，其中1988年奥运会获得一枚铜牌。